# 科普西斯冰川
78°03′20″S 85°16′00″W / 78.05556°S 85.26667°W

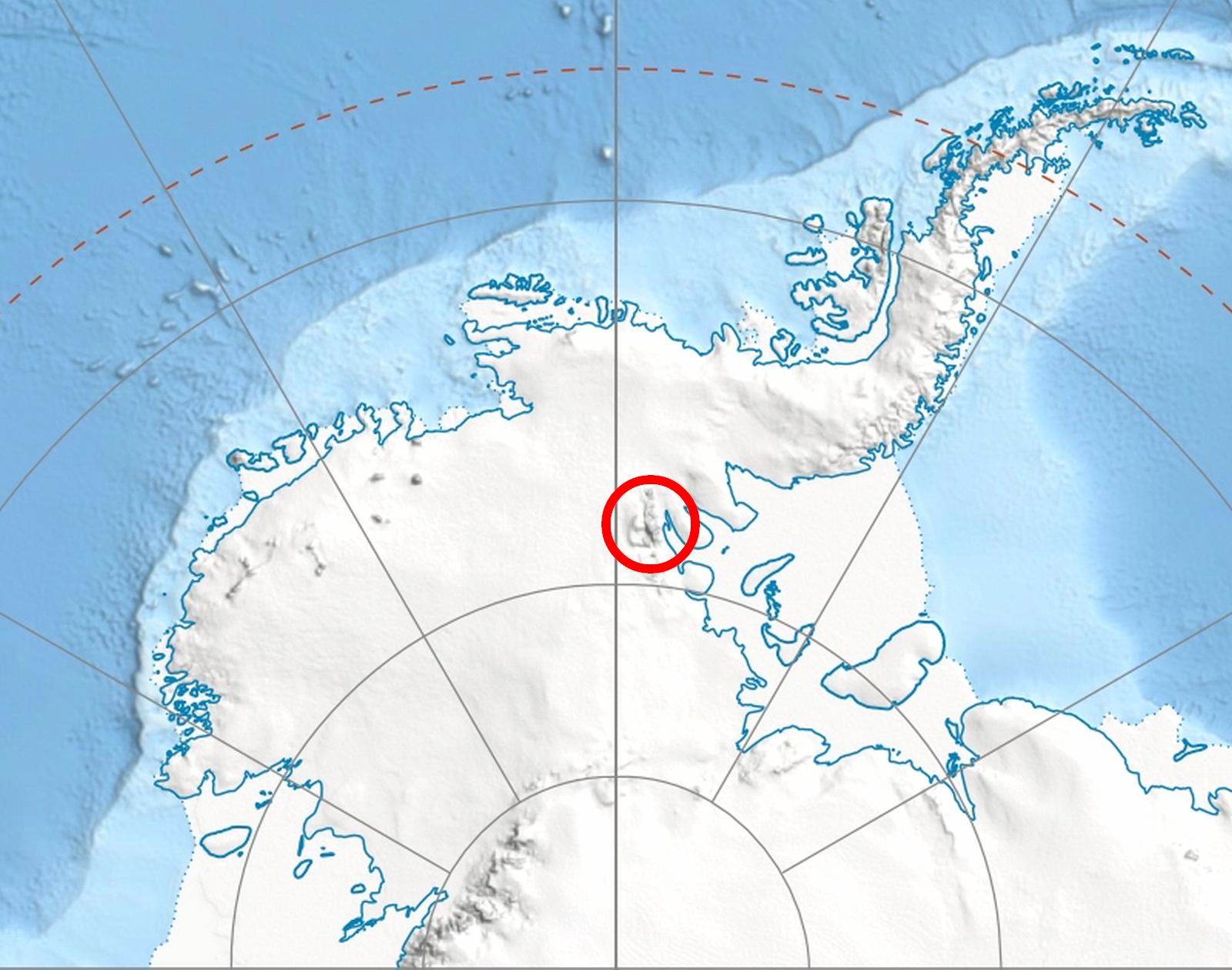

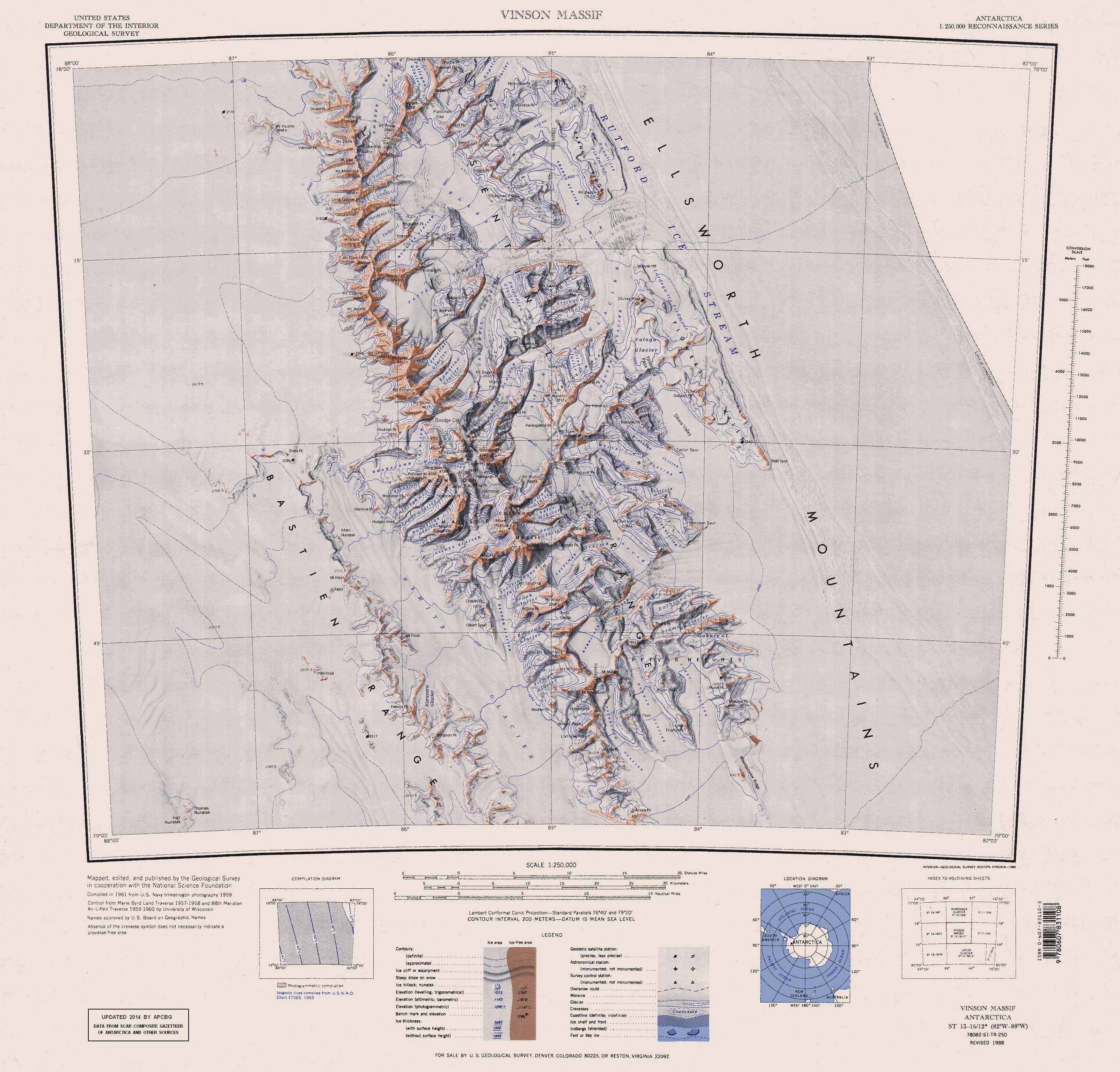

科普西斯冰川是南極洲的冰川，位於埃爾斯沃思地，處於埃爾斯沃思山脈的森蒂納爾嶺，長14公里、寬4公里，最終在米羅弗亞內峰西北面注入恩布里冰川。

## 外部連結
- Kopsis Glacier. （页面存档备份，存于） SCAR Composite Antarctic Gazetteer.